# Stanislava Hrozenská
Stanislava Hrozenská (født 17. juni 1982) er en tidligere kvindelig professionel tennisspiller fra Slovakiet. 
Stanislava Hrozenská højeste rangering på WTA single rangliste var som nummer 146, hvilket hun opnåede 27. januar 2003. I double er den bedste placering nummer 151, hvilket blev opnået 18. juli 2005. 